# Una voce fuori dal coro
Una voce fuori dal coro (in francese Mes frères et moi) è un film drammatico francese del 2021 diretto da Yohan Manca. Nel giugno 2021, il film è stato selezionato per competere nella sezione Un Certain Regard al Festival di Cannes 2021. Era anche conosciuto come La Traviata, i miei fratelli ed io quando è stato presentato al Leeds International Film Festival del 2021, dove ha vinto il premio del pubblico per un lungometraggio di finzione.

## Trama
È estate in una città di mare nel sud della Francia e Nour è un ragazzo di 14 anni che vive in un contesto familiare e sociale difficile: abita in un quartiere popolare, il padre è morto e la madre è accudita in casa sotto cure palliative poiché è in coma. Oltre la madre, in casa vivono anche i tre fratelli maggiori di Nour: Abel, il primogenito autoritario che funge da figura paterna da quando è morto il loro vero padre, Mo, diplomatico e rilassato che si vende come accompagnatore per turisti, e Hédi, il più irascibile aggressivo, coinvolto in attività di spaccio sulla spiaggia. Tutti sopravvivono grazie a truffe e piccoli affari, più o meno legali. A casa Nour riproduce regolarmente arie d'opera per sua madre, sperando di svegliarla. La cosa però è mal sopportata dai fratelli, che spesso gli dicono di smettere.
Nour vuole abbandonare la scuola e fuggire via dal quartiere, ma deve passare l'estate a svolgere lavori socialmente utili come punizione per un atto di inciviltà. Un giorno, assieme ad altri coetanei, gli viene affidato il compito di ridipingere i muri della sua scuola. Mentre Nour sta lavorando, una voce cristallina risuona attraverso le pareti, proveniente da un'aula. Curioso, si avvicina e osserva furtivamente il laboratorio guidato da Sarah, una cantante lirica. L'insegnante lo vede e lo invita a cantare. Dopo un iniziale diffidenza, Nour sceglie una canzone che conosce molto bene: Una furtiva lagrima. L'insegnante è colpita dal talento grezzo di Nour, e anche se questo in un primo momento fugge perché non riesce a intonare bene le note. In quel momento Pietro, il caposquadra di Nour, scopre che il ragazzo ha lasciato il lavoro e corre a riprenderlo, ma proprio allora nell'aula risuonano le note della La Traviata, che Nour riconosce perché suo padre italiano era solito corteggiare sua madre nordafricana cantandole l'opera. Il caposquadra riprende duramente il ragazzo, ma mentre viene trascinato via dall'uomo, Sarah fa in tempo a consegnargli un libro di opera lirica e a invitarlo a partecipare al laboratorio.
Inizia così una seconda vita per Nour, che trova conforto in una passione nascente che deve nascondere ai suoi fratelli, i quali hanno poca empatia per gli orizzonti artistici che permetterebbero a Nour di sfuggire al suo ambiente culturale quotidiano. Nour inizia a frequentare il corso, ma nel frattempo le difficoltà intorno al ragazzo aumentano: Hédi aggredisce verbalmente Nour perché ha saputo che è stato contattato da alcuni criminali che lo stanno cercando e poi fisicamente per rubargli i soldi che Abel gli ha consegnato per comprare le medicine alla madre. Questo porta ad una lite violenta in casa, con Abel che aggredisce Hédi e lo lascia alle cure di Mo. Nour nel frattempo inizia a frequentarsi con una ragazza del corso, aiutando allo stesso tempo Hédi facendo da palo mentre il fratello spaccia. Durante un incontro con la ragazza, Nour confida che gli piacerebbe cantare per la madre.
Le lezioni di Nour continuano, anche se il rapporto con Sarah è altalenante: Nour arriva in ritardo alle lezioni perché per frequentarle deve fuggire dal servizio comunitario, e Sarah gli rimprovera la mancanza di disciplina. Nour quindi si allontana, pensando di non essere compreso. Nel frattempo Pietro rivela a Abel che Nour fugge dal servizio comunitario per frequentare le lezioni di canto, e che è costretto a fare rapporto. Nour si riappacifica con l'insegnante, ma poco dopo Sarah scopre che hanno rubato la batteria alla sua macchina. Così si fa dare un passaggio in moto da Mo, che conosce l'insegnante. Dopo aver accompagnato l'insegnante, Nour si confida a Mo, dicendo che vuole lasciare la scuola e andare via dal quartiere. Il fratello però gli dice che lui crede di lasciare il quartiere, ma questo gli resta addosso, e che Abel potrebbe essere persino favorevole all'abbandono scolastico ma non a lasciare il quartiere, non finché la madre è con loro.
Un giorno, lo zio dei fratelli irrompe in casa con dei medici, che portano via la madre malata per ricoverarla in un ospedale. Abel così inizia a rintracciare i fratelli per risolvere la situazione. Durante una lezione di canto, Abel irrompe nell'aula e trascina con sè Nour, dicendogli che è tempo che si trovi un lavoro e contribuisca alle finanze della famiglia. Nour allora confessa che vuole lasciare la scuola e andare via, ma il fratello liquida il discorso dicendo che sono solo idiozie e che lui continuerà ad andare a scuola per non far intervenire una seconda volta i servizi sociali. Dopo aver recuperato tutti, i fratelli entrano di nascosto nell'ospedale e portano via la madre, riportandola a casa. Lo zio entra in casa e litiga con i fratelli, accusandoli di non fare abbastanza per far stare meglio la madre e rinfacciando il fatto che mentre lui ha uno stile di vita benestante e un lavoro stabile, loro sono poveri e incapaci di uscire dalla propria situazione. Abel gli rinfaccia di aver abbandonato la sorella e di dare soldi alla sua famiglia solo per ripulirsi la coscienza, avendo dimenticato come si vive nel quartiere, al che lo zio risponde che ci vuole coraggio ad uscire dal quartiere e che anche lui ha passato la loro stessa vita. La lite degenera e quando Hédi sta per aggredire lo zio, Nour ci va di mezzo e viene colpito al suo posto. Quella sera, Nour canta alla madre, e sembra che questa reagisca al canto del ragazzo. Nour allora richiama tutti i fratelli per dimostrargli che il canto può aiutare la madre, ma questi liquidano il tutto come una cosa inutile e sminuiscono il ragazzo. Una sera, dopo che Nour ed Hédi hanno lavorato in spiaggia, Hédi nota una macchina della polizia in borghese parcheggiata sotto casa loro. Inizia così a vandalizzarla, attirando però le attenzioni della polizia che lo arresta, mentre Nour riesce a scappare dopo il sacrificio del fratello che attira i poliziotti.
Sarah, che non capisce perché Nour ha smesso di frequentare il corso, si fa accompagnare a casa del ragazzo. Lì viene riconosciuta da Abel, che non vuole che incontri Nour ed è ostile nei suoi confronti, dicendole che non vuole che frequenti il suo corso. Mo però la fa entrare in casa e la porta da Nour. Sarah parla con il ragazzo provando a capire cosa sta succedendo, e Nour la porta a conoscere la madre. Sarah parla allora alla madre, dicendo che Nour ha talento e non dovrebbe perdere l'occasione di cantare, perché il canto potrebbe donargli forza e gioia, e sperava di poter dire queste cose a Nour. In quel momento però la polizia irrompe in casa alla ricerca di prove contro Hédi. Durante la perquisizione violenta, Sarah si ribella alla polizia e viene arrestata per resistenza a pubblico ufficiale.
Poco dopo Abel va a prendere l'insegnante dalla stazione di polizia, dato che aveva dimenticato le chiavi della sua macchina in casa. Nel tragitto per riportare Abel a casa, i due si confrontano sulla storia della famiglia dei ragazzi, e poco prima di separarsi, affida ad Abel una lettera.
Nour inizia a lavorare come fattorino delle pizze, ma la madre muore poco dopo. Al funerale partecipano tutti i fratelli, che ritrovano un po' di unità. Durante una festa sul tetto di uno dei condomini, Abel consegna a Nour la lettera che gli era stata affidata da Sarah. Al suo interno c'è un biglietto per partecipare ad un'opera lirica dove canta proprio Sarah. Nour assiste così a La Traviata, rimanendone affascinato e ha occasione di salutare la sua maestra di canto dopo l'esibizione, dove si ferma sul palco ad ammirare il teatro vuoto. Durante il viaggio in macchina di ritorno a casa, Nour e Abel, dapprima in silenzio, si scambiano uno sguardo complice d'intesa.
Il film termina con Nour appoggiato sul muretto della spiaggia dove è iniziata la storia, osservando i fratelli che giocano a calcio. Il ragazzo riflette sul suo domani e su quello della famiglia, ripromettendosi che il giorno dopo se ne andrà.

## Distribuzione
Il film è uscito nelle sale il 5 gennaio 2022. Ha incassato 329.106 dollari da 185 sale nel suo weekend di apertura.

## Cast
- Maël Rouin Berrandou nel ruolo di Nour
- Judith Chemla nel ruolo di Sarah
- Dali Benssalah nel ruolo di Abele
- Sofian Khammes nel ruolo di Mo